# Caso partitivo
El partitivo es un caso gramatical que denota "parcialidad", "sin resultado" o "sin identidad específica".

## Finés
En el idioma finés, este caso se emplea a menudo para expresar identidades desconocidas y acciones irresultativas. Por ejemplo, se encuentra en las siguientes circunstancias, con la terminación característica en: (-a) (-ta) (-tta): 
- Después de números, en singular: "kolme taloa" -> "tres casas" (v. plural, donde ambos son usados, por ejemplo sadat kirjat "los cientos de libros", sataa kirjaa "cien libros" como un objeto irresultativo.)
- Para acciones incompletas y procesos en transcurso: "luen kirjaa" -> "estoy leyendo un libro" 
  - Compárese con el caso acusativo: "luen kirjan" -> "Leeré el libro (entero)"
- Después de ciertos verbos, particularmente aquellos que indican emociones (pues son irresultativos): "rakastan tätä taloa" -> "Me encanta esta casa"
- Para preguntas tentativas: "saanko lainata kirjaa?" -> "puedo tomar prestado el libro?"
- Para incontables: "lasissa on maitoa" -> "el vaso contiene leche"
- Sustituyendo a sustantivos indefinidos: "onko teillä kirjoja?" -> "¿tienes libros? (cualquier libro)" 
  - Compárese con el caso nominativo: "onko teillä kirjat?" -> "tienes los libros?" (libros concretos)
- Para oraciones negativas: "talossa ei ole kirjaa" -> "No hay un libro en la casa"

Como ejemplo del significado irresultativo del partitivo, el acusativo ammuin karhun significa "disparé al oso [y lo maté]", mientras que ammuin karhua (partitivo) significa "disparé al oso", sin especificar si el tiro fue certero. Nótese que el idioma finés carece de tiempo futuro, de modo que el partitivo provee de una importante referencia al presente (luen kirjaa) en oposición al futuro (luen kirjan). La última oración significa "leeré el libro", como resultado ("el libro ha sido leído") indica acción en el futuro. 
El caso con una identidad inespecificada es onko teillä kirjoja, que usa el partitivo, porque se refiere a libros inespecíficos, en contraste con el casi nominativo, onko teillä (ne) kirjat?, que significa "¿tienes (esos) libros?"
El caso partitivo procede del caso más viejo ablativo. Este significado se mantiene, por ejemplo, en kotoa (desde el hogar), takaa (desde atrás).

### Estado actual en las lenguas sami
De las lenguas sami, Inari y Skolt todavía poseen el partitivo, aunque desaparece lentamente y otros casos van adquiriendo su función.

### El caso partitivo en el idioma vasco
El idioma vasco posee declinación partitiva, también conocida como zerik.
Compárense:
- Ba al daukazu esnea? ¿Tienes la leche?
- Ba (al) daukazu esnerik? ¿Tienes (algo de) leche?
- Ez daukazu esnea. No tienes la leche
- Ez daukazu esnerik. No tienes leche.

Aunque también es correcto el uso de partitivo en oraciones afirmativas, es menos común y se suele usar para añadir énfasis:
- Gaur film hoberik egiten da (Mitxelena, Idazlan Hautatuak, 328). Hoy día se hacen mejores películas (también se hacen peores).

### Sami Skolt
El partitivo sólo se emplea en el singular y puede verse siempre remplazado por el genitivo. El marcador de partitivo es -d.
1. Aparece después de números mayores que 6:
- kääu´c čâustõkkâd: ocho lazos

El sintagma anterior puede ser remplazado por kää´uc čâustõõǥǥ.
2. También se usa con ciertas postposiciones:
- kuä´tted vuâstta: contra una kota

Que puede ser reemplazado por kuä´đ vuâstta.
3. Puede ser usado con el comparativo para expresar el objeto que está siendo comparado: 
- Kå´lled pue´rab : mejor que oro

Que hoy en día se vería más probablemente remplazado por pue´rab ko kå´ll